# Brüglinger Ebene

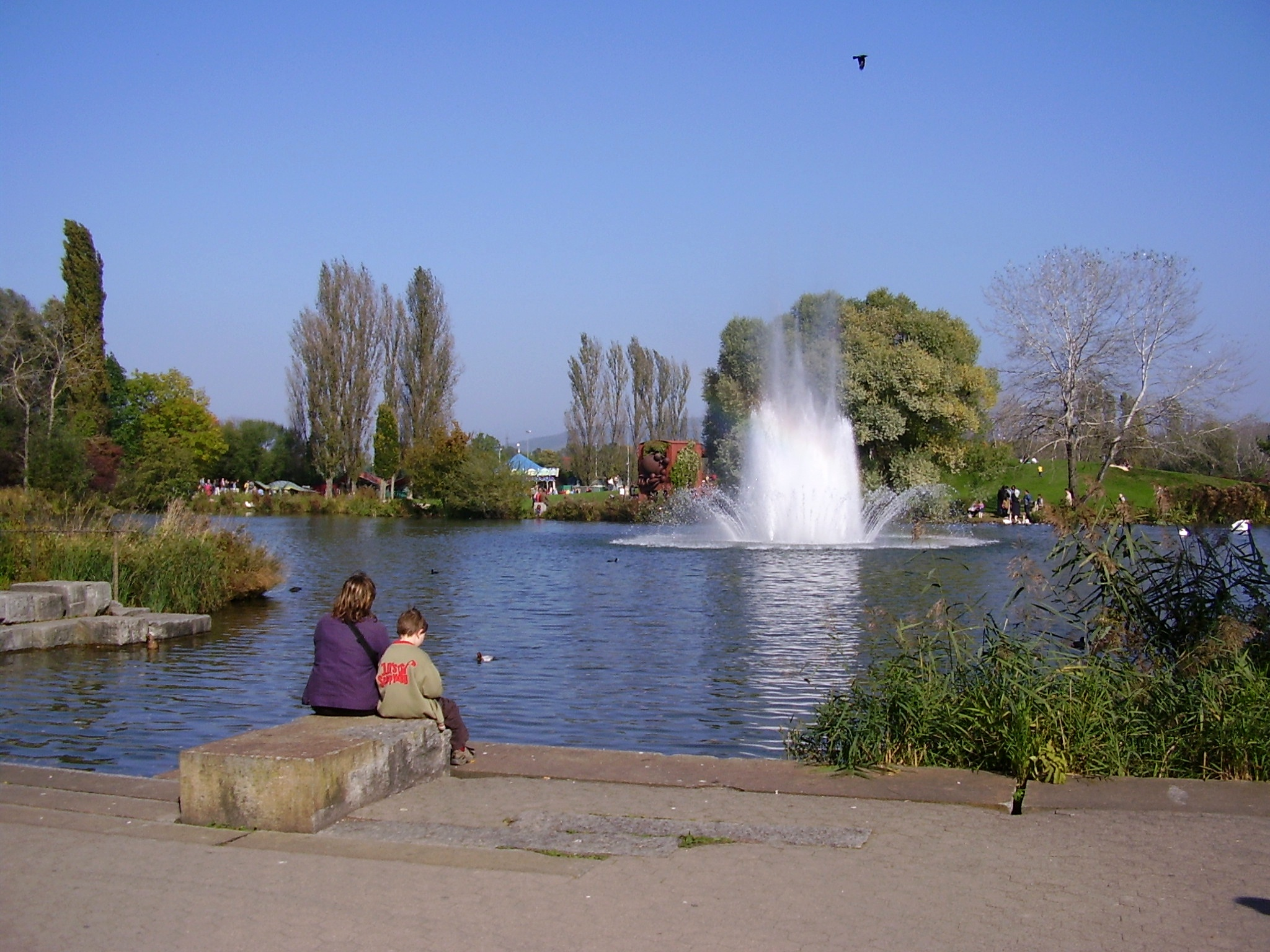
Springbrunnen der Stiftung «Im Grünen».

Die Brüglinger Ebene, oder gemäss dem Bundesamt für Kultur einfach nur Brüglingen, ist ein als Naherholungszone genutztes Gebiet auf Boden des Kantons Basel-Landschaft in der Schweiz, das als nördlichster Teil des Gemeindebanns von Münchenstein nicht nur an die Stadt Basel grenzt, sondern amtlich auch Teil der Ortschaft «4052 Basel» ist. Im Besitz des Christoph Merian und seit dessen Tod der gemeinnützigen Christoph Merian Stiftung stehend, bildete sie zusammen mit angrenzenden Arealen als «Hofgut Brüglingen» einen der grössten privaten Grundbesitze in der Schweiz des 19. Jahrhunderts. Heute wird das Gebiet überwiegend für Park- und Sportanlagen genutzt.

## Allgemeines
Koordinaten: 47° 32′ 11″ N, 7° 36′ 50″ O; CH1903: 613200 / 265100
Im Jahr 1811 von Christoph Merian-Hoffmann erworben, wurde das seit dem Mittelalter ausgebaute Landgut «Brüglingen» von dessen Sohn Christoph Merian bis in die Mitte des 19. Jh. zu einem für schweizerische Verhältnisse riesigen Hofgut mit einer Fläche von 311 Hektar vergrössert. Seit dem Tod seiner Witwe Margaretha Merian im Jahr 1886 gehört der Besitz der Christoph Merian Stiftung, hat sich aber wegen Landabtretungen für öffentliche Zwecke wieder auf rund ein Drittel der ehemaligen Fläche verkleinert. In der Brüglinger Ebene befinden sich die Sportanlagen St. Jakob, die «Merian Gärten» als Institution der Christoph Merian Stiftung mit dem englischen Landschaftspark und die Stiftung «Im Grünen» (ehemals «Grün 80»). Auf dem Brüglingerhof wird neben dem biologischen Obst- und Gemüseanbau ein grosses Schulungsprogramm für Kinder durchgeführt.
Neben den Anlagen bei St. Jakob (Sportplätze, Stadion St. Jakob-Park, St. Jakobshalle etc.) und denjenigen der Stiftung «Im Grünen» (Restaurant) gibt es die zwei älteren Streusiedlungen Unter-Brüglingen (die ursprüngliche frühmittelalterliche Brüglinger Siedlung mit der 2024 sanierten Villa Merian) und Vorder-Brüglingen (entstanden ab 1837) mit dem jüngsten historischen Bau, der Scheune von 1905/1906, die 1981 bis 2016 als «Kutschen- und Schlittenmuseum» des Historischen Museums Basel diente und 2023 als Restaurant wiedereröffnet wurde. In der ehemaligen Wassermühle des Brüglingerhofs befindet sich die 2002 neu konzipierte Ausstellung über die Geschichte der Mühle und das Hand- und Tagwerk der Müllersleute von der Bronzezeit bis ins 20. Jahrhundert.

## Topographische Veränderungen
Die Nutzung der Brüglinger Ebene reicht bis in die Zeit der alemannischen Landnahme während der Spätantike bzw. des Frühmittelalters zurück. Seit der Mitte des 12. Jahrhunderts wurde der St. Alban-Teich mit seinen beiden Kanälen ausgebaut, aus dem Jahr 1259 stammt die erste Nachricht von dem im Besitz der Basler Dompropstei stehenden Brüglinger Weiler samt Mühle, die aber noch bis ca. 1600 von einem Seitenarm der Birs angetrieben wurde. Die Brüglinger Niederterrasse liegt in der Schwemmebene der unteren Birs und ist für die Landwirtschaft eher ungeeignet. So rührt die Fortdauer der Besiedlung vor allem von der Mühle und einer noch im 18. Jahrhundert benutzten Heilquelle beim Hof Unter-Brüglingen her. Erst die Urbarmachung der Birsebene seit dem 18. Jahrhundert schuf die Voraussetzungen für die Ausweitung der Landwirtschaft.
Zu Beginn des 18. Jahrhunderts legte man einen barocken französischen Zier- und Nutzgarten mit Bewässerungskanal und Springbrunnen an, und ab Mitte des 18. Jahrhunderts wurde Brüglingen zu einem physiokratischen Mustergut im Sinne der aufklärerischen Reformlandwirtschaft ausgebaut. Zu Beginn des 19. Jahrhunderts verwandelte sich Brüglingen teilweise in einen englischen Garten, später kamen der Ausbau Unter-Brüglingens zum Sommersitz der Merians und die Anlage von Vorder-Brüglingen als Landwirtschaftszentrum hinzu. Die Brüglinger Meliorationen erreichten damit unter Christoph Merian ihren Höhepunkt.
Mitte des 19. Jahrhunderts begannen die schwerwiegenden Landverluste durch die Abgabe von Flächen an Eisenbahnanlagen (1853–1927), den Friedhof Wolfgottesacker (1889) und die Sportanlagen bei St. Jakob (1931); Brüglingen ist infolgedessen deutlich vom Umland abgeschlossen worden. Ebenfalls eine Riegelfunktion haben neben der Birs das Gewerbeareal Dreispitz und die in den 1960er und 1970er Jahren gebaute Autobahn A2 samt Anschlüssen an das übrige Strassennetz.
Die landwirtschaftliche Nutzung Brüglingens nahm im Verlauf des 20. Jahrhunderts immer weiter ab und endete schliesslich mit der nationalen Gartenbauausstellung Grün 80, als der Betrieb des letzten Pachthofs in Unter-Brüglingen eingestellt wurde; andere Brüglinger Pachthöfe waren bereits im Zeitraum von 1919 bis 1961 aufgelöst worden. Schon die Einrichtung des Botanischen Gartens der Stadt Basel in Brüglingen ab 1969 führte zu umfangreichen Neubepflanzungen inklusive Bodenbewegungen, so wurde z. B. ein Lärmschutzwall gegen die Autobahn errichtet. Die «Grün 80», nach 1980 weitergeführt als Stiftung «Im Grünen», belegte dann das gesamte Brüglinger Areal, integrierte dabei die bereits vorhandenen Gartenanlagen, führte aber auch selbst zu Terrainänderungen. Davon übrig geblieben sind vor allem die beiden Seen und der sogenannte «Wolkenhügel» im Süden Brüglingens. Die Massnahmen zum Ausbau des Botanischen Gartens in Brüglingen wurden 1981 abgeschlossen.
Wichtige (kulturelle) Landmarken setzen seit 1984 die von der Ausstellung «Skulptur im 20. Jahrhundert» verbliebenen und neu angeschafften Kunstwerke. Eine weitere Veränderung erfuhr Brüglingen 1990 durch die Umgestaltung des westlich gelegenen «Hochplateaus».

## Wichtige Daten
| Jahr       | Ereignis |
| ---------- | --- |
| 5./6. Jhd. | Alemannische Landnahme, früheste Besiedlungsspuren. |
| 1152       | Erste Erwähnung des St. Albanteichs. |
| 1259       | Erste Erwähnung der Brüglinger Mühle. |
| 1711       | Bau eines barocken Landschlösschens als Vorgänger der späteren Gutsvilla, Anlage eines Zier und Nutzgartens. |
| 18. Jhd.   | Anlage eines englischen Landschaftsgartens. |
| 1811       | Kauf von Brüglingen durch Christoph Merians Vater. |
| 1824       | Christoph Merian erhält Brüglingen vom Vater als Hochzeitsgeschenk. Umfassende bauliche Massnahmen zu Lebzeiten des Ehepaars Merian (Villa Merian, Orangerie, Berrischeune). |
| ab 1837    | Aufbau von Vorder-Brüglingen. |
| 1886       | Übernahme Brüglingens mit den fünf Pachthöfen (Singerhof, St. Jakob, Ziegelhütte, Unter-Brüglingen und Vorder-Brüglingen) durch die Christoph Merian Stiftung. |
| 1889       | Einzug der Rekonvaleszenzstation des Bürgerspital Basel in die Villa (bis 1966). |
| 1905/06    | Brand der ersten grossen Scheune in Vorder-Brüglingen und Neubau der heutigen Museumsscheune als Ersatz. |
| 1925       | Einstellung des Mühlebetriebs. |
| 1960       | Gründung des Vereins Freunde des Botanischen Gartens in Brüglingen. |
| 1966       | Einrichtung der Mühle als Mühlemuseum. |
| 1968/69    | Gründung der «AG Botanischer Garten der Stadt Basel», Beginn der Ausbauten zur Schaffung des Gartens in Brüglingen. |
| 1978–1980  | Umbau der Scheune von 1905 zur Museumsscheune. |
| 1980       | Grün 80. |
| 1981       | Abschluss der ursprünglich vorgesehenen Ausbauten zur Schaffung des Botanischen Gartens in Brüglingen; Einrichtung eines biologischen Obst- und Gemüseanbaus anstelle der 1979 im Vorfeld der «Grün 80» eingestellten Landwirtschaft in Unter-Brüglingen; definitive Einrichtung der Scheune von 1905 als Kutschen- und Schlittenmuseum. |
| 1981/82    | Gründung der Stiftung «Im Grünen». |
| 1982       | Umzug der Basler Stadtgärtnerei nach Brüglingen. |
| 1985       | Gründung des Vereins Kultur in Brüglingen. |
| 1987–1990  | Neugestaltung des Hochplateaus. |
| 1996       | Beginn des Projekts Schule und Landwirtschaft. |
| 2001       | Umbenennung des Gartens in «Merian Park, Botanischer Garten in Brüglingen AG». |
| 2012       | Zusammenführung des Brüglingerhofs und des «Merian Parks» zu den «Merian Gärten». |
| 2016       | Schliessung des Kutschen- und Schlittenmuseums |
| 2020–2022  | Neugestaltung der Gartenanlagen in Vorder Brüglingen |
| 2022–2024  | Sanierung der Villa Merian in Unter Brüglingen |